# Scombrinae
Scombrinae é uma subfamília de peixes perciformes da família Scombridae que agrupa 50 das 51 espécies extantes que integram a família Scombridae, sendo a única excepção a espécie Gasterochisma melampus, a qual integra a subfamília monospecífica Gasterochismatinae.

## Taxonomia
A subfamília Scombrinae é composta por 50 espécies extantes integradas em 14 géneros agrupados em quatro tribos:
Subfamília Scombrinae
- Tribo Scombrini – cavalas
  - Género Rastrelliger
  - Género Scomber
- Tribo Scomberomorini – cavalas
  - Género Acanthocybium
  - Género Grammatorcynus
  - Género Orcynopsis
  - Género Scomberomorus
- Tribo Sardini – peixes-serras
  - Género Sarda
  - Género Cybiosarda
  - Género Gymnosarda
- Tribo Thunnini – atuns
  - Género Allothunnus
  - Género Auxis
  - Género Euthynnus
  - Género Katsuwonus
  - Género Thunnus